# 摩斯拉 (1961年)
《摩斯拉》（日文原名：モスラ）是1961年上映的日本電影、東寶電影公司製作的怪獸電影。這部作品是日本最初的寬螢幕電影之一，也是虛構怪獸「摩斯拉」的首度登場，在此之後「摩斯拉」成為東寶最著名的電影角色之一，繼續出現在8部哥斯拉系列電影以及3部以自己為主角的電影中。

## 劇情
颱風來襲，第二玄洋丸在曾經是核爆試驗場的英凡島附近觸礁，生還的船員漂流到英凡島上，在獲救之後卻沒有出現任何與放射病相關的症狀，而船員都異口同聲的說是英凡島上面的原住民給他們喝了紅果汁所以才沒有出現症狀。而羅里西卡政府發表聲明稱確認過英凡島上面沒有任何人跡之後才進行核武試爆，為了解開一切問題，於是羅里西卡政府宣佈與日本共同組織調查隊對英凡島進行調查，熟知南洋語言文化的中條信一博士也在搜查隊之內，而日東新聞的記者福田爲了蒐集情報而混入調查隊，但是在路途中卻差點被Nelson給殺害，幸得原田博士給搭救，而福田也跟著調查隊一同登上英凡島調查，調查隊在英凡島搜查時發現英凡島上居然還有森林，於是調查隊進入森林搜查，此時中條發現了一群特殊的植物，他推測這些植物就是紅果汁的原料，然後中條也發現了一個石碑，上面有著一段奇怪的文字。
這時要與其他人會合的中條卻不慎誤觸吸血蔓藤，他在昏過去前看到了兩個小小的人影，獲救之後就跟調查隊的人說是兩個很小的年輕女生救了他，大家都難以置信，而福田乾脆把她們取名叫做小美人，隔日調查時中條又發現了小美人，於是呼叫大家來看。此時Nelson卻把小美人抓了起來，此時島上的原住民出現，在調查隊其他人的要求下Nelson只好放了小美人，調查隊在回到日本之後Nelson卻出現奇怪的舉動，而中條與福田發現英凡島石碑上面文字有一個符號，中條在查證之後發現這個符號的意思是"摩斯拉"，此時Nelson帶著手下回到英凡島，並把小美人給抓了起來，原住民趕來搶救，卻遭到Nelson一行人開槍反擊，一位原住民在臨死前爬到了祭壇前喊著"摩斯拉 摩斯拉"，之後土石崩落出現了一顆巨大的蛋。Nelson抓來小美人之後靠著她們的表演颳起了一陣的旋風，中條與福田在觀賞表演時發現小美人所唱歌曲的旋律居然與石碑上面的文字一樣。
與此同時英凡島上的原住民也正在進行儀式祈求摩斯拉的幫助，在原住民的祈求之下摩斯拉從蛋裡出現，表演過後Nelson准許中條等人去看小美人，而小美人透過心靈感應告訴中條等人摩斯拉就要來救她們了，只是摩斯拉可能會造成許多的災難，而中條與福田調查Nelson的資料後發現他是所謂的"寶藏獵人"，小美人在進行某場表演時在海上的摩斯拉襲擊了船隻，日東新聞把這起海難的矛頭指向Nelson等人，引起Nelson的不滿及抗議，並威脅報社說要告到羅里西卡大使館去引起國際事件，而中條與福田此時告訴Nelson說摩斯拉是英凡島的怪獸，要來救走她們，只是Nelson對兩人的話置之不理，後來中條與福田乾脆硬闖Nelson的辦公室去祈求小美人不要讓摩斯拉來日本，可是小美人卻拒絕了，中條一行人去找原田博士想辦法，原田博士找出一種方法來切斷小美人的心靈溝通，此時航空自衛隊的一架戰鬥機在海上發現摩斯拉正朝著東京的方向前進，航空自衛隊穫報之後前往攻擊，但是攻擊毫無效果，摩斯拉繼續前進，此時羅里西卡政府發表了聲明說有權保護海外國人的權利。因為摩斯拉的來襲，小美人的公演被日本政府中止，Nelson感到非常氣憤，而信一的弟弟爲了救小美人而跑到Nelson的辦公室，可是卻被Nelson給綁了起來。此時摩斯拉攻擊了水庫造成非常大的損害，引起日本全國責難Nelson的聲浪，由於此事的緣故使得羅里西卡大使態度轉變發表聲明不再保護海外國人的權利，警察前往Nelson的辦公室去搜索，同時中條也來到此地來尋找其弟的蹤跡，可是Nelson卻跑了，而中條也找到了其弟，此時摩斯拉由橫田一帶往東京前進，自衛隊出動攔截但是無法阻止摩斯拉前進，而Nelson在一片慌亂之中趁亂逃往機場，摩斯拉在東京造成極大破壞，自衛隊任何攻擊都束手無策，只能眼睜睜的看著摩斯拉在東京鐵塔吐絲結了繭。
此時羅里西卡政府發表聲明一切皆由Nelson所引起，不再支持Nelson的所作所為，同時會協助日本逮捕他，並且協助日本消滅摩斯拉，但是Nelson卻偽裝成羅里西卡大使館的成員逃回了羅里西卡，隔日早上羅里西卡政府開發的熱線砲運到東京並對摩斯拉的繭發動攻擊，經過攻擊後摩斯拉的繭被燒燬，眾人以為摩斯拉已經被消滅了，此時Nelson回到了羅里西卡其開設的農場，而Nelson聽到摩斯拉被消滅的消息，非常的開心，於是放出小美人，結果小美人的歌聲傳到了東京，羽化成蟲的摩斯拉從被燒毀的繭裡出現，造成東京極大的破壞，並往羅里西卡的方向飛過去。摩斯拉消滅了羅里西卡派去攔截摩斯拉的空軍部隊，並往羅里西卡的首都紐月市前進，羅里西卡軍隊的攻擊無效，反而讓紐月市受到摩斯拉嚴重的破壞，使得羅里西卡民間責難Nelson的聲浪也越來越大，使得羅里西卡政府宣佈通緝Nelson，通緝的消息被Nelson知曉後一怒之下帶著小美人開車逃逸，在紐月市附近被民眾發現圍堵，後來Nelson被警察擊斃。羅里西卡政府指定中條等人為代表前往羅里西卡，中條一行人在到了紐月市後打算就地把小美人給放出來，可是怕摩斯拉會毀了當地，正當眾人毫無對策時，花村發現教堂的鐘聲跟小美人唱的歌旋律有點相似，於是中條想出了一個辦法，在機場畫了代表摩斯拉的符號，並且響起教堂的鐘聲，摩斯拉聽到聲音之後緩緩的降落在機場，中條一行人把小美人給放了出來，於是摩斯拉帶著小美人返回了英凡島，一切終於落幕。

## 演員
- 福田善一郎（日東新聞社會部記者）：Frankie堺
- 中條信一（言語學者）：小泉博
- 花村ミチ（攝影師）：香川京子
- 小美人：The Peanuts（伊藤エミ、伊藤ユミ）
- 原田博士：上原謙
- 核子總合中心院長：平田昭彥
- 防衛長官：河津清三郎
- 天野貞勝（日東新聞社會部編輯）：志村喬
- 海上保安廳直昇機駕駛：佐原健二
- Clark Nelson：Jerry 伊藤
- Raaff博士（調查隊隊長）：Audie Wyatt
- 羅里西卡國大使：Harold Conway
- Nelson的部下：Ousmane Yusef
- 中條信次（中條信一之弟）：田山雅充
- 第二玄洋丸船長：小杉義男
- 防衛軍指揮官：田島義文
- 疾風號艦長：三島耕
- 第三水壩管理員：廣瀨正一

## 製作人員
- 監製：田中友幸
- 導演：本多豬四郎
- 原作：中村真一郎、福永武彥、堀田善衛
- 編劇：關澤新一
- 撮影：小泉一
- 美術：北猛夫、阿倍輝明
- 特技導演：圓谷英二
- 特技攝影：有川貞昌
- 特技美術：渡邊明
- 音樂：古關裕而

## 外部連結
- 互联网电影数据库（IMDb）上《魔斯拉》的资料（英文）
- 日本電影資料庫(JMDB)的《魔斯拉》。  （页面存档备份，存于）
- 哥吉拉維基的《魔斯拉》 （页面存档备份，存于）